# Jules César, le glaive et la soie
Jules César, le glaive et la soie est le deuxième volet du roman Caesar's Women, écrit par Colleen McCullough en 1996. Il a été publié en français aux Éditions L'Archipel en 1999. Le premier volet est Jules César, la violence et la passion. La suite de Jules César, le glaive et la soie est La Conquête gauloise.
Il s'agit du sixième roman de la fresque historique Les Maîtres de Rome.

## Résumé
Le roman raconte l'histoire de la République romaine de 63 à 58 av. J.-C. en mettant l'accent sur la carrière de César. Il commence en racontant les suites de la conjuration de Catilina et les efforts de César pour humilier Cicéron, qui a profité de la menace pour exécuter des complices sans procès. Le procès de Rabirius lui démontre qu'il peut être poursuivi n'importe quand pour cet acte illégal.
En 62 av. J.-C., la préture de César commence dans la controverse. Il est d'abord relevé de ses fonctions par le nouveau consul pour incitation à la violence. Une foule en colère manifeste au Forum. César l'apaise. Le consul lui redonne ses anciennes fonctions, au grand dam des Boni (la faction ultra-conservatrice du Sénat) qui ne sait plus quoi faire pour le déloger. Un mois plus tard, les Boni tentent de nouveau de le discréditer en faisant croire qu'il a participé activement à la conjuration de Catilina. Mais les preuves sont tellement minces qu'ils font face à un nouvel échec.
César est à peine ébranlé lors de la fête de la Bona Dea, alors que Clodius commet un sacrilège en y participant alors que seules les femmes y sont admises. Une esclave déclare que la femme de César était complice. Rien, à part ce témoignage ne semble le prouver vraiment, mais César décide de divorcer. Même sa femme, dit-il, ne doit être soupçonnée.
L'année suivante, en 61 av. J.-C., il devient gouverneur de l'Hispanie ultérieure. Il revient en 60 à temps pour se présenter au consulat pour l'année 59. Il s'aperçoit cependant que le Sénat va le lui gâcher. Il forme alors avec Pompée et Crassus un triumvirat pour lui faire front. Crassus a besoin de faire ratifier ses contrats en Orient et Pompée veut donner des terres à ses vétérans qui l'ont aidé à conquérir l'Orient. César veut obtenir, à la fin de son consulat, les Gaules transalpine et cisalpine ainsi que l'Illyricum. À trois, ils croient réussir à contrer les Boni.
Sitôt consul, César fait ratifier les contrats de Crassus en Orient et fait adopter une loi agraire donnant des terres aux vétérans de Pompée. Puis, pour conforter son alliance avec celui-ci, il lui donne sa fille Julia en mariage, au grand désespoir de Brutus, qui était fiancé avec elle depuis 8 ans. Le reste de son année consulaire, César l'emploie à obtenir les provinces qu'il veut acquérir et à trouver des fonds pour une future campagne de guerre. Pour que l'Égypte reste en paix, son roi est prêt à lui donner 8000 talents d'or: 1000 talents iront à Crassus, 1000 à Pompée et le reste pour lui et le financement de sa campagne. La Lex Vatinia lui donne la Gaule italique et l'Illyricum pour 5 ans. Le Sénat accepte de lui donner en plus la Gaule transalpine.
César déclare alors à Crassus que désormais plus rien ne l'empêche de devenir le plus grand de tous les Romains.

## Les principaux personnages
- Jules César : patricien romain en plein cursus honorum. Triumvir.
- Marcus Licinius Crassus : politicien romain. Triumvir.
- Pompée : général romain. Triumvir.
- Marcus Tullius Cicéron : avocat et politicien romain.
- Aurelia : mère de César.
- Servilia Caepionis : maîtresse de César.
- Marcus Junius Brutus : fils de la précédente.
- Julia : fille de César. Mariée à Pompée.
- Pompeia Sylla : deuxième femme de César. Fille de Cornelia Sylla.
- Marcus Porcius Caton : ennemi juré de César.
- Publius Clodius Pulcher : démagogue romain.
- Marcus Calpurnius Bibulus : collègue de César au consulat. Ami de Caton.
- Fulvia : femme de Clodius.
- Marc Antoine : ami de Clodius.
- Quintus Caecilius Metellus Nepos : tribun de la plèbe en -62.
- Quintus Caecilius Metellus Celer : frère du précédent et beau-frère de Pompée. Consul en -60.

## Édition française
- Colleen McCullough. Jules César, le glaive et la soie. Éditions L'Archipel. 1999. 412 p.